# Завідза (Свентокшиське воєводство)
Завідза (пол. Zawidza) — село в Польщі, у гміні Лонюв Сандомирського повіту Свентокшиського воєводства.
Населення — 115 осіб (2011).
У 1975-1998 роках село належало до Тарнобжезького воєводства.

## Демографія
Демографічна структура на день 31 березня 2011 року:
|          | Загалом | Допрацездатний вік | Працездатний вік | Постпрацездатний вік |
| -------- | ------- | ------------------ | ---------------- | -------------------- |
| Чоловіки | 54      | 11                 | 39               | 4                    |
| Жінки    | 61      | 13                 | 40               | 8                    |
| Разом    | 115     | 24                 | 79               | 12                   |